# 台灣民眾黨相關爭議
本条目收录對台灣民眾黨的批評與爭議。

## 理念與價值

### 被認為煽動民粹主義
英國諾丁漢大學台灣研究課程客座研究員丘琦欣向BCC指出，柯文哲煽動民粹主義，而不是政策導向，於是在台北市長任內施政滿意度低但有高人氣。日本新聞工作者野島剛等人將民眾黨與日本的民粹政黨日本維新會作比較，批評其反多元主義及營造個人崇拜等問題。

### 黨名與理念
蔣渭水的姪孫女蔣理容強調歷史上蔣渭水從事社會運動之目的都是為了「眾人」而非「個人」，她懷疑台灣民眾黨是否會以「台灣利益」或「台灣民眾」作為優先考量。並認為柯文哲只是抓住蔣渭水也是醫生的性質當作外衣。對此柯文哲表示：「台灣民眾黨並不是誰的專屬，是共同記憶，創黨是傳承也是開啟新篇章。」。而由蔣渭水之孫蔣朝根擔任執行長的蔣渭水文化基金會發出聲明：「……且『台灣民眾黨』是全民歷史資產，非誰的專屬專用，請柯市長再加斟酌，以示對歷史及對渭水先生尊重。」其後各方對黨名問題再無交集。
2015年，柯文哲曾以市長身份出席蔣渭水文化基金會之友聯誼會，對於市政府能否出資協助蔣渭水傳記電影的拍攝一事表示要詢問文化局長資金相關問題。

### 允許雙重黨籍
2019年8月7日，台灣網路紅人「館長」陳之漢表示自己雖然支持柯文哲，但不能理解台灣民眾黨承認雙重黨籍。柯文哲回應：「我們允許跨黨，雙重黨籍的意思就是說，像一個人可以參加獅子會，也可以參加扶輪社，所以我們在一個概念就是說，我們希望超越藍綠，不是消滅藍綠，那是讓藍綠可以在這個社會，共融生存。」根據民眾黨地方組織辦法，「直轄市/縣/市地方黨部之主任委員、副主任委員及執行長，以及鄉/鎮/縣轄市/區服務處主任均需具備台灣民眾黨黨員身分，且不得同時具備其他政黨黨籍。」因此，若要進行參選，就職前應辭去其他黨籍。

### 台灣民眾黨的核心價值
多家媒體與評論質疑台灣民眾黨只靠「討厭藍綠」當口號，「什麼顏色都有」，缺乏對台灣未來發展的核心價值。2019年11月柯文哲受訪時回應：「台灣民眾黨的核心價值是科學、務實、對話、數據、效率的『國家治理』。」

### 一人政黨
台灣民眾黨於2019年8月首次提名不分區立委時，創黨主席柯文哲說道，這些人（不分區立委）要能在立法院執行他的意志力。2022年，台灣民眾黨立法委員蔡壁如表示：「餘生最大心願是將柯文哲送進總統府，這也是民眾黨當初成立的目的。」此說法也令外界質疑，台灣民眾黨儘管不是「一人政黨」，但實際上就是一人政黨。
2022年1月，黨代表在台灣民眾黨黨代表大會中提案黨主席柯文哲可指定3席，並獲壓倒性通過。此舉亦遭被前黨員痛批「民主獨裁制」。

### 兩岸關係
2019年12月27日，創黨主席柯文哲以市長身份率多位民眾黨不分區人士參與「BioX智慧健康與生技產業趨勢論壇」暨「與市長有約」，指出中國大陸官員素質比台灣官員好。他最近在研究台灣政府效能為什麼那麼爛，想到很大的理由是KPI的問題。台灣官員的KPI以選票為評判標準，中國大陸官員則無此顧慮。「當然我們還是支持民主政治，但有時候對民主政治到底要民主到什麼程度，坦白講，做為知識分子有時候會猶豫」。一個市長做的好壞，如果是用選票決定，還是用聯合國17項城市治理標準來打分數，會不一樣。與會者另有郭台銘及高虹安等人。
2021年九月底，民眾黨發言人說：「民進黨現在也很明擺著，也很多聲音啦，大陸那邊也很多聲音啦，就是說…喔，如果到時候真的給他統一的話，那民進黨這些人可能都會被清算。所以其實說真的，民進黨現在這些政治人物，他們非常害怕這件事情發生。如果真發生的話，他們會面臨到什麼樣子的下場，我們不曉得，但是如果以他們那邊的作法的話，我猜應該不會太好看！」在飽受批評後聲稱其言論既不代表其個人立場，也不代表民眾黨。

### 四處延襲政治概念
- 黨名：出自於蔣渭水的臺灣民眾黨 (1927年)。
- 黨章：其中的台灣價值為蔡英文所提出，被民眾黨收到黨章中，其後修掉。
- 政黨精神：勤政、清廉、愛民、愛鄉土。出自於許信良於民進黨主席任期內之構思，其後流傳成為民進黨的號召。民眾黨成立四年後，將之製成標語張貼於中央黨部。在遭民進黨文宣部嘲諷為「偷」之後，民眾黨反唇相譏稱是民進黨自己沒有做到，並稱民進黨沒有「愛民」，才導致民眾失去信任。
- 兩岸立場：兩岸一家親。出自於習近平總書記任期中的講話。柯於引用時鬧出AB稿風波，哽咽稱自己一個人獨自面對。其後又再將之包裝為一五新觀點，用以反對九二共識。柯文哲近年提出臺灣自主，兩岸和平。遭民進黨批是親中，柯回應「一家親比中家仇好」，認為中國也有民主的一天。
- 國家定位：九六共識。柯於2023年以民眾黨主席名義出訪美國前提出。其名稱及論述皆出自於呂秀蓮十餘年前的倡議。[來源請求]呂曾於民國110年一月，在國家治理學院的國政班結業典禮上倡議此觀點，並表示對柯參選總統的支持[20]。
- 政黨關係：「共容」、「共融」，再到「共榮」。出自於聯經出版的書名及其「願景工程」。柯主席在郭台銘為親民黨站台助選時作此表示。在蔡英文正進行「民主夥伴共榮之旅」途中又再度於黨內共識營提及，用以提倡聯合政府，表示反對「下架民進黨」。
- 國際關係：三角形，強國等距。以三角形比喻美中台關係始自陳水扁競選2000第十任總統時的競選活動。由於經常手比三角形，被嘲諷為「御飯糰」（即日式三角飯糰）。民眾黨於成立後，開始在媒體上連說帶畫以「三角形」論述如何在三邊關係中爭取國際空間，後演化為「強國等距」，再自我解釋為是「力矩」。2023年四月初，柯主席稱強國等距這一說法容易令人誤會，下令民眾黨不再使用。
- 為戰爭做準備：柯文哲2021年提出「避戰但不可以畏戰，而備戰才能避戰」，2023年進一步闡述「備戰而不畏戰，能戰而不求戰」。因中華民國國防部自2022年以來所秉持的態度：「備戰不求戰、應戰不避戰」以及「不升高衝突」，與柯文哲高度雷同。民進黨發言人因而表示，樂見民眾黨採用相同主張，這也是台灣的共識。民眾黨發言人則稱民進黨吃民眾黨豆腐。

## 黨務

### 在臺北市政府受訪時說明組黨
時任臺北市長柯文哲2019年8月1日上午10時於臺北市市政大樓11樓吳三連廳接受媒體聯訪時公開說明籌組台灣民眾黨。對此市議員吳沛憶表示：「市政大樓吳三連廳並未開放社團借用，就連開放社團借用的一樓大廳都明定『不能從事政黨活動』；利用市政資源從事政黨活動的作法，涉及行政濫權。」臺北市觀傳局局長劉奕霆回應：「每天都有固定的媒體聯訪時間，受訪不是組黨記者會；地點改在吳三連廳，單純只是因為原本的空間不夠使用，請外界不要擴大解讀。」

### 黨員大會召開不公疑雲

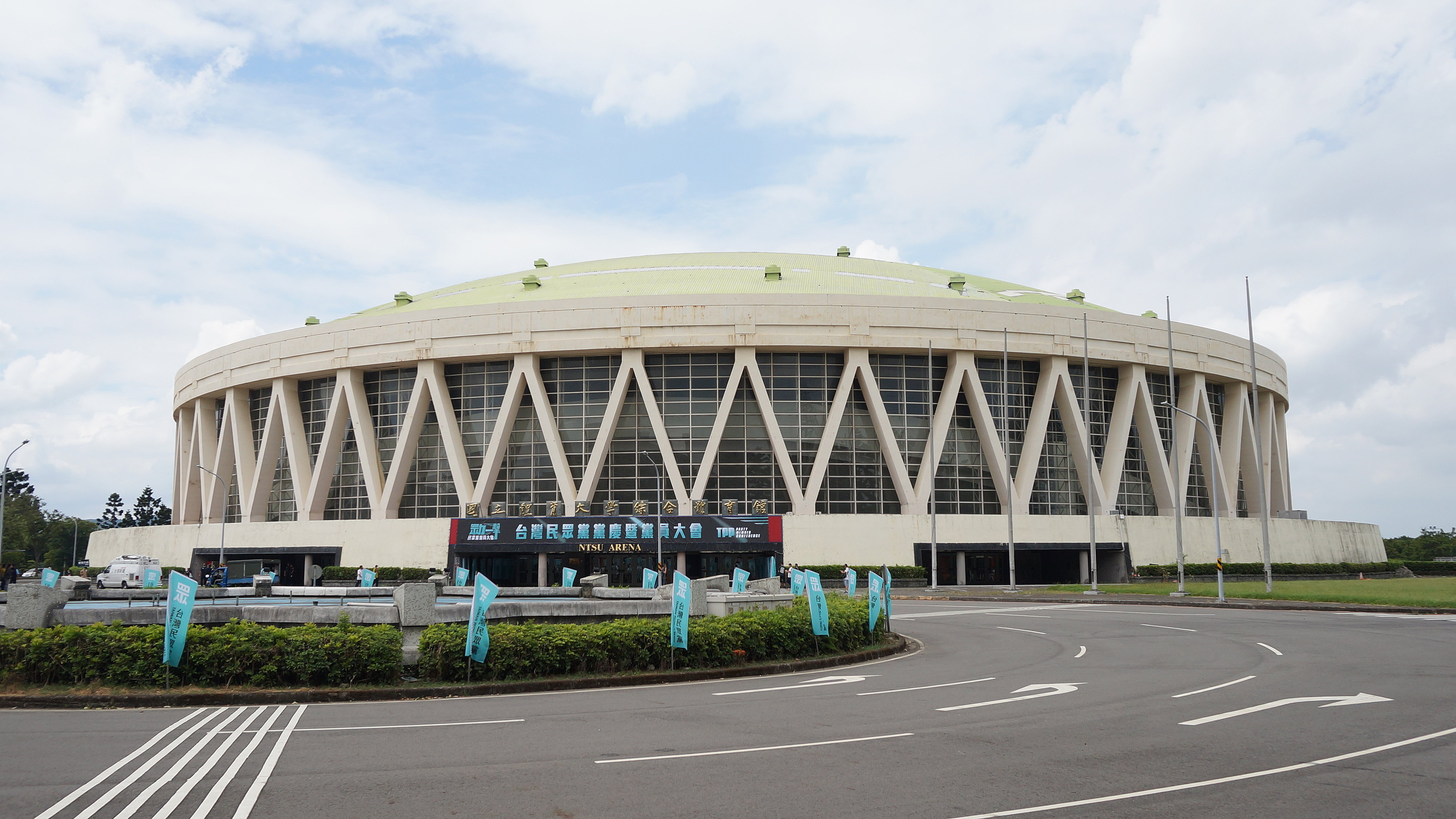
台灣民眾黨於國立體育大學綜合體育館舉辦一週年黨慶暨黨員大會

創黨第一年，民眾黨聲稱擁有萬餘名黨員。依《政黨法》規定，黨代表或黨員連同委託書須過半數出席黨員大會，且一人僅允許擕帶一份委託書。由於該黨當時尚未舉行過黨員大會選出黨代表，因此第一次黨員大會必須出席二三千人。這種動員能力對新政黨而言是極大考驗。若無法成功達成，依法必須解散，形成「滅黨危機」。2020年6月8日，曾代表台灣民眾黨參選立委的何景榮在臉書表示，台灣民眾黨黨員大會僅限110名創黨黨員參與，這樣除蔡壁如以外其他四位不分區立委及其他有志之士，且如依此認定將使四位不分區立法委員失去黨籍、也不再具有立委資格。再加上17位後來才提名的區域立委候選人也不具黨員資格，可能違反政黨應提名至少10名區域立委，才可以提出不分區立委名單之規定，從而令不分區名單全體無效。為求解決問題，民眾黨開始清查失聯黨員以求降低母數。
6月20日，台灣民眾黨公告預定8月2日舉辦一週年黨慶暨黨員大會，5月31日前入黨並通過審核的黨員可報名參加。沒有參加到線上報名的黨員在大會當天也可以到現場報名參加，而如果已經交了委託書，當天到活動現場依然可以進場。8月2日，台灣民眾黨於國立體育大學綜合體育館舉辦一週年黨慶暨黨員大會。除黨員外，黃珊珊等人亦以朋友身份參與。

### 被質疑濫用國會資源

#### 2020年
9月，《上報》 等媒體指出，柯文哲為省下黨部租金，讓秘書處以外黨部門全都使用立法院黨團辦公室，而黨發言人掛立法院黨團缺，領立法院薪水，並形容台灣民眾黨宛如「寄居國會」。黨籍立委蔡壁如則回應：「這樣形容太過了，公費助理基本上應有符合立法院規格，仍有在進行黨團法案倡議行銷。」黨團總召賴香伶則說，用「寄居國會」形容太過主觀。黨發言人楊寶楨表示：「對於在黨團辦公的文宣部，內部會再進行討論，若後續確定後會再公告。」

#### 2021年
2月8日，《鏡週刊》報導指出，民眾黨自2020年1月大選成功進軍國會後，黨團辦公室花費逾百萬元裝修，且有工作人員近20人在立法院從事黨務工作，且電費是時代力量立法院黨團的近三倍，也全由立院經費支付，並形容台灣民眾黨「寄生國會」。民眾黨發言人蔡峻維表示，部分媒體報導中央黨部黨工「寄生」立法院黨團與事實不符。而黨部一些人員到黨團一起開會，是協助黨團運作。
2月10日，民眾黨主席柯文哲受訪時表示，有在找房子要搬出去，將合併中央黨部與台北黨部，「還在找，就在這當中被爆出來」。媒體問柯曾稱要學習日本「奉公」精神，就是不占公家便宜，柯文哲對此表示，民眾黨也不是去占用別人的空間，這也是過去親民黨立院黨團的空間，不是占用人家更多空間，只是同樣空間裝比較多人。2月17日，民眾黨主席柯文哲稱利用立法院黨團資源運作黨務的行為是「拜託，我們是支援國會，怎麼被打成說是寄生國會？」。而時代力量立法院黨團幹事長王婉諭則批評「以支援國會為藉口，這樣的說法，實在難以令人接受。」
2月18日，民眾黨團總召邱臣遠表示，民眾黨團的空間使用經查完全合法。至於所據法條為何，則並未說明。
六月中，也就是將立院黨團辦公室當黨部半公室一年半後，柯主席聲稱「還在找」的四個月後，中央黨部完成搬遷。時當台灣疫情處於全國三級警戒中，一切低調從簡。包含柯主席本人在內，許多人都沒有進入新黨部。

#### 2024年
二月，從未有過國會相關職務的柯主席每周二及周五使用民眾黨的立院黨團辦公室召開黨內會議，令民眾回想起該黨的「寄生國會」。柯主席則反稱：「是國會寄生我！」表示立法院提供給各委員的助理費不足以充份雇用必要的國會助理，所以他以黨工補其不足。由於這是所有立法委員共同的問題，但其他大小政黨並未使用團辦公室召開自家的黨務會議，唯柯主席大言炎炎以合理化自己的作法，因此引人訾議。資深媒體人黃智賢表示：「演繹了甚麼叫做史上無敵不要臉」。柯主席再稱是「客隨主便」，他一個人赴立法院開會比整個黨團連同工作人員移動要方便。

### 黨務結構遭到質疑
《上報》指出，柯文哲實行獨裁管治架空中央委員，僅讓柯推薦的中央委員蔡炳坤、林富男參與每週的「黨政會報」決策，被民眾黨黨員質疑搞雙標，刻意削弱非柯派委員職權。
2021年12月，時任民眾黨中央委員陳思宇宣布辭任黨中委一職。當時，民眾黨前黨代表朱哲成於臉書言到：「章程上有權是一回事，實際上能不能作主是另一回事，我說民眾黨中央委員沒有實權，柯文哲不相信民主，我說話我負責。」另外，亦有民眾黨中委指出，中央委員是每個月去開一次會，追認不在黨章內的黨政會議內容，如同橡皮圖章一樣。

### 黨費收取
台灣民眾黨於2019年8月成立時曾表示不會向黨員收取黨費，並以此自稱為柔性政黨。不過在2021年4月臨時黨代表大會通過章程修訂案，並於同年6月1日起開始向黨員收取黨費。2021年4月17日，民眾黨主席柯文哲表示，以前說不繳黨費，但去年黨代表大會大家還是主張要收黨費，一個黨運作還是要錢，「我們也不可能不食人間煙火」。引來前後說法不一之疑。

### 英文版官網用字漏洞遭批評
2023年7月30日，台灣民眾黨外文網站上出現Vote White Vote Right字眼，但因國情和文化差異，在西方人士眼中可能含有「投給白人，投給右派」或涉及種族歧視的意涵。引發議論。隔日，時任發言人林子宇做出回應：民眾黨的網站是交由小編進行圖片美編，小編之意是欲表達「支持白色力量是正確的選擇」。林並澄清台灣沒有所謂「白人至上主義」的概念，加上近期有外國民眾反映，大家有不同想法；恰好英文網站近期也要針對內容和視覺作整體大翻修，所以已將這篇圖文下架，並且柯文哲表示將雇請英語使用者進行校對和編輯英文網頁。

### 黃珊珊遭指球員兼裁判
2023年末時值總統大選期間，黃珊珊擔任柯文哲競選總幹事，被批評在不分區立委名單中球員兼裁判，也引發許多黨內成員不滿因而退黨。此外，黨內由謝立功組成「白色連線－HOPE」內部改革倡議小組，要求黃珊珊擔任競選總幹事要為選舉成敗負責，並訂柯文哲得票數若未達到第2，或者不分區立委沒有達到8席以上，請黃珊珊主動請辭不分區立委，以示負責。

### 志工抱怨被當小弟使喚 LINE群組全員遭強制退出
2023年7月23日，在高雄選哲之友成立大會中，黨部主委莊貽量吃完便當後推給同桌的志工要求「順便丟一下」。志工事後於LINE群組中抱怨，又不是幫忙端菜、倒茶、倒廚餘的工讀生小弟。抱怨內容出現後約12小時，該群組即遭「翻群」，即所有人都被強制退出群組。
案經網路名人四叉貓揭發後，莊主委為忽略對方感受導致誤會而致歉，但對「翻群」之事未置一詞。黨主席柯文哲則稱：「四叉貓講的話你們怎麼會相信？奇怪了」，「以後再鬼扯當場就告他」。並反問：「你為什麼這麼關心四叉貓，你是動保人士嗎？」

## 選舉

### 黨公職被指與綠黨討論負面選舉操盤
2020年3月11日，2020大選後退出綠黨的時任桃園市議員王浩宇在臉書爆料張益贍曾被指派和綠黨談合作，要拉下時代力量時任立法委員黃國昌，並貼出LINE截圖以及照片做為佐證。同天下午，台灣民眾黨則稱張益贍的作為是其個人舉動，違反正直誠信，絕對不是黨中央授權，並發表聲明：「張益贍先生在未經本黨黨中央授權的情況下，與其他政黨代表討論負面選舉操盤策略，相關違紀事宜已違反本黨黨章所規範之正直誠信原則，嚴重毀損該黨形象，經中評會下午開會討論後，決定給予張益贍開除黨籍處分」。3月13日，台灣民眾黨對蔡宜芳處以停止黨權一年處分，調查認定蔡宜芳「參與程度尚輕，但知情不報任其發展，亦屬傷害黨譽之違紀事項」。

### 議員候選人爭議
民眾黨的參選人在2022年中華民國地方公職人員選舉提名階段接連被爆出酒駕、涉入司法案件，以及曾當過中國大陆的統戰樣板等爭議，有酒駕前科的桃園第一選區陳品杰宣布退黨、新北第六選區的林致兵退選，而包括要選雲林的陳乙辰，涉及討債被判恐嚇罪，以及選苗栗的楊喬安，和男友捲入包工程官司，違反政府採購法，民眾黨選決會決議，兩人都符合規定，能繼續參選。另外，選新北的張凱鈞，涉嫌浮報學費，被告詐欺、偽造文書，將等案件定讞後再作決議，新北市議員參選人林道然，因為市黨部資源不足，自行退選，被批是統戰樣板的黃琦翔，則再觀察一個月。3月14日，民眾黨8名北市議員參選人今早連袂於台北市議會一樓大廳，舉辦響應台北市政府的「千萬要結婚」造勢活動，再度引發民眾黨黨政不分、利用市府及議會資源作為選舉造勢活動的質疑。
2022年4月，苗栗縣第1選區的縣議員提名作業中，苗栗縣黨部主委兼高雄市黨部主委馮啟彥名單內定，提名涉及「政府採購法」前科的楊喬安。一再要求進行民意調查的林志豪聲稱遭威逼利誘、施壓哄騙，於2011年11月向中央黨部檢舉縣黨部主委未依規定辦初選，因縣黨部五名評鑑委員簽名俱在，被發回地方黨部處理。林志豪於2022年1月再度檢舉。黨中央評議會調查認定「提名過程有關鍵性的行政瑕疵」，建議撤銷提名、重啟初選。黨主席柯文哲不滿中評會的處置，於黨政會報中對著黨內高層痛罵「誰家的狗，自己回去管好」。由於中評會主委林恕暉即黨籍立委賴香伶的辦公室主任，對於罵狗一事，賴香伶透過臉書證實，並要求柯文哲收回那句話，向大家道歉。一說賴委員在會議中落淚的真正原因是其兄長賴柊源遭馮啟彥主委所「騙」而簽名背書。唯馮主委自清稱簽名當事人欣然接受。風波外傳後，柯文哲9日受訪表示，「EQ不好情緒管控不佳，自己要改進」，但仍不願公開道歉，僅表示私底下會跟賴溝通，但柯於翌日在臉書發表文章，表示在內部會議中不當發言，造成對同志的傷害，他必須致歉。但對被稱為狗的當事人及黨內提名瑕疵未置一詞。4月中旬，檢舉案當事人林志豪退黨參選。同日下午，民眾黨透過新聞稿表示，只能尊重，「可以感受林志豪的初衷，就是將參選列為唯一目標。」。4月21日，賴香伶民調勝出，代表民眾黨參選桃園市長。6月1日，民眾黨中評會在主委林恕暉請假由副主委代理之下，決議馮啟彥「應予以告誡」，等同全身而退。黨內風波自此告一段落。
馮啟彥此後專任高雄黨部主委，但仍身兼苗栗縣黨部榮譽主委，對苗栗政壇及民眾黨高層仍具影響力。2022年11月，參選苗栗縣長之前國民黨籍議長鍾東錦與柯主席見面後同台造勢，引發柯文哲因替鍾東錦背景辯護而轉問國民黨主席朱立倫：「北台灣哪個議長不是黑道？」此次會面被認為是由馮榮譽主委居間安排，馮啟彥則表示行程早已公開，歡迎大家參加。並為鍾東錦的背景再次辯護。馮啟彥其後藉由票選成為黨的中央委員，並保留兼職。
林恕暉於2022年12月22日聲明離職。並於約一週後表示，該黨中評會在這幾天接獲不少檢舉他的案件，且要求黨紀處分，故正式辭職並脫離民眾黨。他稱被諷為狗後產生心結，若回顧誰因此掌握或穩固權力，即可推知操作者。並透露柯主席於此事後要求「所有中評會辦理案件移交秘書長謝立功處理」，並主導議事運作。林主委請假後，黨內申訴案件不再進中評會審議，造成無案可審。而黨中央高層則已遠離當年的理想，「有錢人說話大聲，無錢人說話沒人聽」。民眾黨聲明尊重其言論，但對逕自對外錯誤表達深感遺憾。

### 競選歌曲MV畫面使用爭議
2022九合一大選，民眾黨推出競選歌曲《逗陣走》，在MV畫面使用上引起爭議。因歌曲MV中出現同志遊行畫面，先是遭四叉貓在社群媒體批評，民眾黨當年沒有報名遊行，也沒有跟著遊行隊伍走到終點，是在蹭同婚議題；隨後又有MV畫面中的民眾表示，自己不想幫民眾黨背書，也不想被放入民眾黨的競選MV，7月24日台灣民眾黨深夜緊急下架MV。

### 疑貪汙、收賄
前立法委員，現任新竹市市長高虹安於2023年8月14日因涉貪詐領助理費案遭檢察官以貪污、偽造文書等罪起訴，臺灣臺北地方法院並於2024年7月26日宣判高虹安有罪，依《貪污治罪條例》判處有期徒刑7年4月，褫奪公權4年；後內政部依《地方制度法》規定，對高虹安暫予停職，並稱為貫徹政府掃貪決心，於高虹安停職期間拒發半俸。高虹安於判決公布後即自請退黨，由時任新竹市副市長邱臣遠兼任代理市長。

### 民意調查爭議
2020年高雄市市長補選，民眾黨自稱其候選人在民意調查中支持度排名第二。但開票結果為第三，且遠遠落後。
2024年總統大選，民眾黨自稱其候選人在民意調查中支持度排名第二，且直追第一名。聲稱所有將該黨候選人支持度列為第三的民調皆為造假。該黨主席兼候選人說：「我們絕對不要讓這這些人，民調做完都不用負責任。所以我們呼籲一個、我們要建立一個叫負責任的民調的社會，從現在開始任何機構要發布民調，我們要把它記錄下來，你放心好了，我選後一定會拿出公布，那時候就知道誰沒有穿褲子了。」但選舉結果該黨仍名列第三。對於所謂建立負責任的民調，之後絕口不提。

## 其他

### 滲透校園爭議
2024年1月大選後，有家長在網絡平台不具名指控民眾黨利用「小草證」方式招募高中生加入，指控民眾黨如同邪教滲透校園，事後柯文哲否認民眾黨涉入其中，聲稱為「側翼網軍」所為；同年8月，國立暨南國際大學公共行政與政策學系系學會在Instagram限時動態轉貼民眾黨招募實習生資訊，被校內學指控為暨大正發生黨校化危機及民眾黨意圖滲透暨大，有違反教育基本法第六條之嫌疑。